# Країна супергероїв. Дякуємо енергетикам (монета)
«Країна супергероїв. Дякуємо енергетикам» — пам'ятна  монета номіналом 5 гривень, випущена Національним банком України, присвячена українським енергетикам.
Перша українська монета, яка має монетне, а не медальне співвідношення, тобто при обертанні монети по вертикальній осі верхня частина реверсу виявляється оберненою на 180 градусів. Іншими словами, верх аверсу збігається з низом реверсу.
Монету введено в обіг 26 вересня 2023 року. Вона належить до серії «Безсмертна моя Україно».

## Опис та характеристики монети
| Номінал грн. | Метал      | Маса, грам | Діаметр, мм. | Якість виготовлення       | Гурт                           | Тираж, штук |
| ------------ | ---------- | ---------- | ------------ | ------------------------- | ------------------------------ | ----------- |
| 5            | нейзильбер | 16.54      | 35,0         | спеціальний анциркулейтед | гладкий із заглибленим написом | 50 000      |

### Аверс
На аверсі монети розміщено: у центрі на дзеркальному тлі розміщено стилізовану композицію, що символізує енергетичну систему України в образі символічного суцвіття соняшника, зліва від якого напис «УКРАЇНА», а справа  розташовано малий державний Герб України.

### Реверс
На реверсі монети розташований стилізований тризуб, який під час обертання монети трансформується в літеру «Е» і є першою літерою слів «енергія», «енергетика».

### Співвідношення аверсу й реверсу

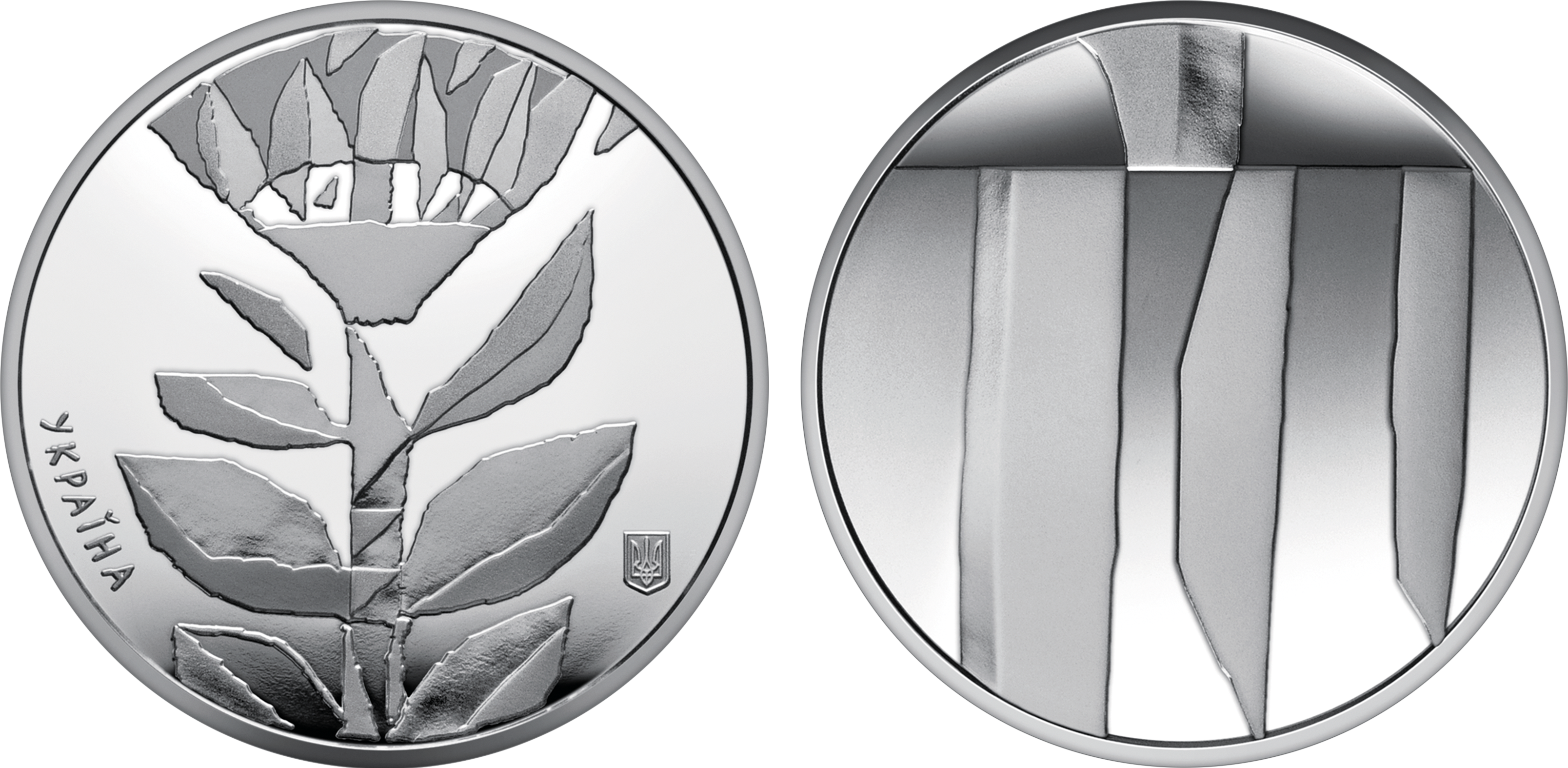
Монетне співвідношення аверсу до реверсу (180°)

Уперше в Україні викарбували монету, яка має монетне, а не медальне співвідношення. Щоб аверс і реверс залишалися вгорі, монету необхідно обертати не по вертикальній осі, а по горизонтальній. Однак про цю особливість в описі монети, запропонованому НБУ, не згадано. Навпаки, на промовідео НБУ показано, що співвідношення медальне. Натомість пропонується повернути реверс на 90°, щоб перетворити тризуб на літеру «Е» («енергія», «енергетика»).

### Гурт
Гурт монети — гладкий, із заглибленими, інверсно розташованими написами: позначенням номіналу монети — «П'ЯТЬ ГРИВЕНЬ», року карбування монети — «2023» та логотипу Банкнотно-монетного двору Національного банку України.

## Автори
- Художник: Сергій Майдуков[6];
- Скульптор: Анатолій Демяненко[5].

## Вартість монети
Під час введення монети в обіг 2023 року, Національний банк України реалізовував монету за ціною 98 гривень.
Фактична приблизна вартість монети, з роками змінювалася так:
| Рік        | 2024 | 2025 | 2026 |
| ---------- | ---- | ---- | ---- |
| Ціна, грн. | 175  | 180  |      |